# Tachina zimini
Tachina zimini är en tvåvingeart som beskrevs av Chao 1962. Tachina zimini ingår i släktet Tachina och familjen parasitflugor. Inga underarter finns listade i Catalogue of Life.